# Chorągiew husarska zaciężna Andrzeja Stanisława Sapiehy
Chorągiew husarska zaciężna Andrzeja Stanisława Sapiehy – zaciężna chorągiew husarska koronna I połowy XVII wieku, okresu wojen ze Szwedami i Rosją.
Rotmistrzem tej chorągwi był Andrzej Stanisław Sapieha. Według regestru popisowego z lipca 1622 rota liczyła wówczas 150 koni, porucznikiem chorągwi był Samuel Polanowski a chorążym Okuń. Chorągiew wzięła udział w wojnie polsko-szwedzkiej 1626–1629 w liczbie 200 koni.